# De schelp (Conus marmoreus)
De schelp (Conus marmoreus) is een ets van Rembrandt van Rijn uit 1650. Het is het enige stilleven dat hij ooit etste. De geschetste schelp is een Conus marmoreus uit zijn eigen verzameling van exotische schelpen, onderdeel van zijn Kunst Caemer. Dergelijke verzamelingen aanleggen was populair bij de burgerij in de 17de eeuw. De C. marmoreus werd toentertijd ook vaak als hertshoorn aangeduid. Rembrandt vervaardigde de ets op de koperen plaat met droge naald en burijn. 

## Trivia
- Rembrandt maakte een fout bij het etsen. De Conus marmoreus is een conusschelp waarbij de spiraal steeds in dezelfde richting is gewonden, steeds dextraal of rechtsom. Hij heeft de schelp evenwel exact gekopieerd op de koperplaat, enkel zijn handtekening plaatste hij vooraf in spiegelschrift. Door de etstechniek werd het spiegelbeeld afgedrukt en lijkt de schelp sinistraal of linksom te draaien.[2]
- Het werk speelt ook een rol in de strip De nachtwachtbrigade van Suske en Wiske. In dat verhaal behoort de schelp toe aan professor Barabas en neemt Lambik deze in de teletransfor mee naar 1650 als betaling voor Rembrandt om hem te laten portretteren. Rembrandt maakt behalve een portret van Lambik ook een ets van de schelp zelf.

## Links
-Afdruk in het Rijksmuseum.
Objectgegevens De schelp (Conus marmoreus)
-Afdruk in Teylers Museum.
Teylers Museum, De 100 mooiste Rembrandts van Teylers